# Abolfazl Dżalali
Sa’id Abolfazl Dżalali Burani (pers. ‏سید ابوالفضل جلالی بورانی‎, ur. 26 czerwca 1998 w Amolu) – irański piłkarz grający na pozycji lewego obrońcy w irańskim klubie Esteghlal Teheran oraz w reprezentacji Iranu.